# Muktuk

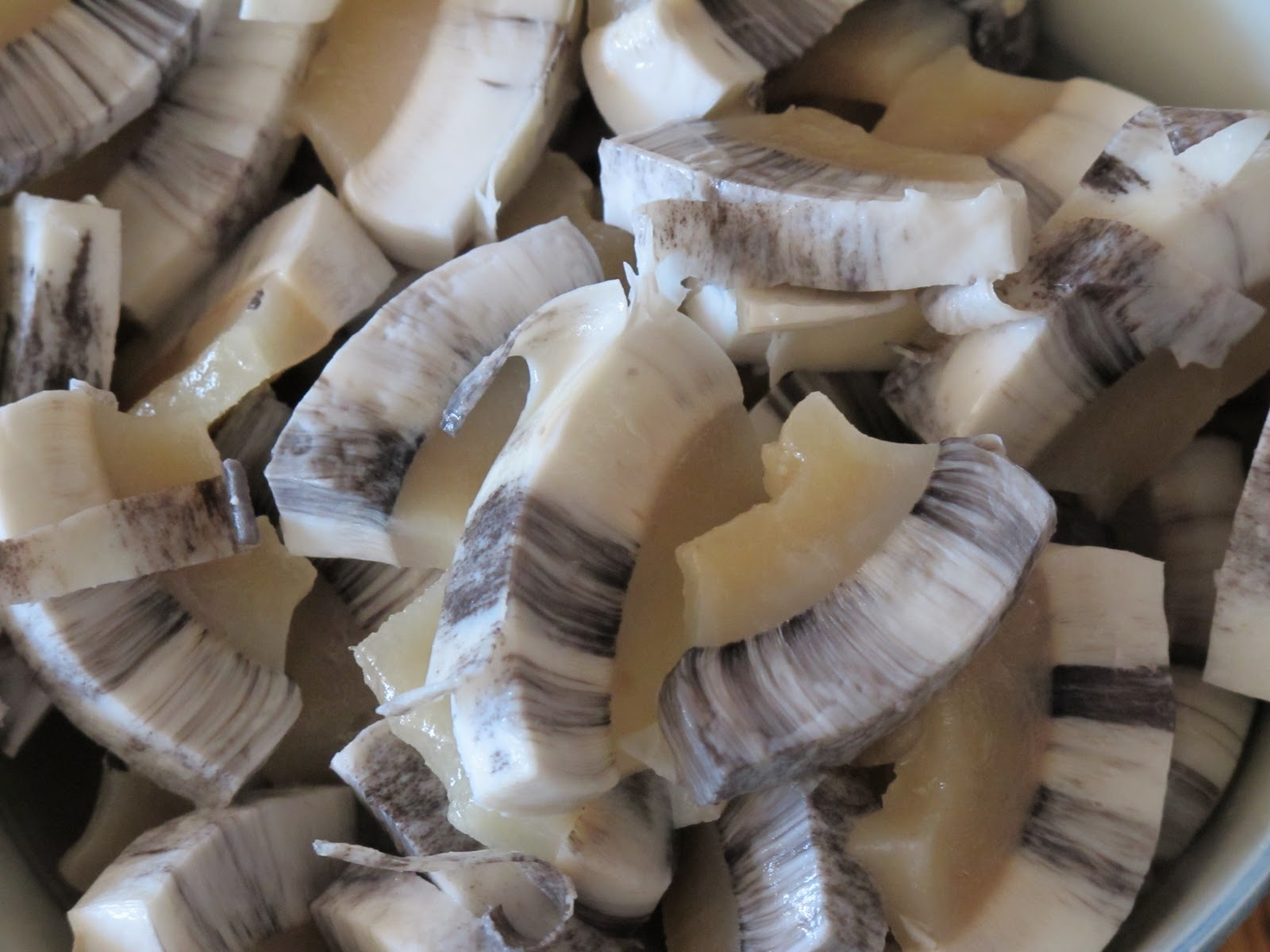
Muktuk trossejat i preparat

El muktuk, mattak o mattaaq és un plat tradicional dels inuits, els txuktxis i altres pobles indígenes de l'Àrtida que es compon de la pell de les balenes i el greix adherit. Se sol consumir cru i té un alt contingut de retinol (vitamina A), vitamina C, vitamina E i àcids grassos omega 3. Tanmateix, la contaminació dels oceans i la bioacumulació de toxines en la cadena tròfica fan que també contingui nivells significatius de mercuri, cadmi, bifenils policlorats i altres contaminants que són perillosos per als éssers humans.